# NGC 3869
NGC 3869 ist eine Spiralgalaxie vom Hubble-Typ Sa im Sternbild Löwe an der Ekliptik. Sie ist schätzungsweise 132 Millionen Lichtjahre von der Milchstraße entfernt.
Das Objekt wurde am 10. Mai 1826 von John Herschel entdeckt.